# ごーいんDOWN TOWN
『ごーいんDOWN TOWN』 (GONNA BALL) とはアメリカのロカビリーバンド、ストレイ・キャッツが1981年にリリースした2ndアルバム。

## 解説
ストレイ・キャッツが1stアルバムから一年も経たずに発表した2ndアルバム。シングルカットされた「冷たい仕打ち」(全英57位)をはじめ、R&B指向を強めた作品である。「フォード39年モデル」でピアノを弾いているのはローリング・ストーンズでの演奏で知られるイアン・スチュワート。
前作ほどの成功はつかめなかったが、後年のブライアン・セッツァー・オーケストラで開花させる萌芽が垣間見える内容になっている。

## 収録曲
1. ベイビー・ブルー・アイズ - Baby Blue Eyes
2. リトル・ミス・プリッシー - Little Miss Prissy
3. ワズント・ザット・グッド - Wasn't That Good
4. 別れてスッキリ - Cryin' Shame
5. ワン・モア・デイ - (She'll Stay Just) One More Day
6. ごーいんDOWN TOWN - What's Goin' Down (Cross That Bridge)
7. 冷たい仕打ち - You Don't Believe Me
8. ゴナ・ボール - Gonna Ball
9. ワル酔い - Wicked Whisky
10. フォード39年モデル - Rev It Up and Go
11. おもいでサマー・ナイト - Lonely Summer Nights
12. クレイジー・キッド - Crazy Mixed-Up Kid